# 셰르 샤 수리
셰르 샤 수리(파리드 알딘 칸 , 1472년 또는 1486년 – 1545년 5월 22일)는 인도 수르 제국의 창시자였다. 그는 1529년부터 1540년까지 비하르의 섭정자이자 이후 1540년 무굴 제국을 물리치고 수르 제국을 세운 후 델리에서 통치를 확립하여 황제로 즉위할 때까지 유일한 통치자였다. 1545년 사고로 사망한 후 그의 아들 이슬람 샤가 후계자가 되었다. 그의 혁신과 개혁의 영향력은 짧은 재위 기간을 훨씬 뛰어넘었다. 재위 기간 동안 그는 전투에서 무패 행진을 이어가며 아프간 역사상 가장 뛰어난 장군 중 한 명으로 명성을 떨쳤다.
그는 어린 시절 집안 내분으로 인해 집을 떠나야 했다. 그는 자운푸르에서 교육을 받았고, 아버지가 자기르의 관리자 자리를 제안한 후 권력을 잡기 시작했다. 셰르 샤는 아버지의 영토를 통치했고, 개혁을 통해 이 지역의 번영을 가져온 덕분에 명성을 얻기 시작했다. 그는 가족 간의 음모로 인해 자기르에 대한 지위를 포기했다. 셰르 샤는 아그라로 떠났고, 아버지가 사망할 때까지 그곳에 머물며 자기르로 돌아와 자기르를 장악할 수 있었다.
셰르 샤는 무굴 제국이 정권을 잡은 후 아그라에서 시간을 보내며 바부르가 이끄는 무굴의 리더십을 관찰했다. 아그라를 떠난 후 그는 비하르 총독 밑에서 근무했다. 1528년 비하르 총독이 사망한 후 그는 비하르에서 높은 지위를 얻었고, 1530년에는 섭정이자 사실상 왕국의 통치자가 되었다. 그는 이 지역의 귀족들과 벵골 술탄국과 갈등을 빚었다. 1538년 무굴 황제 후마윤이 다른 곳으로 군사 작전을 떠났을 때, 셰르 샤는 벵골 술탄국을 무너뜨리고 수르 왕조를 세웠다. 그는 무굴군을 무찌르고 인도에서 몰아낸 후 델리에서 북인도의 황제로 자리 잡았다. 뛰어난 전략가였던 셰르 샤는 뛰어난 행정가이자 유능한 장군으로 자신을 증명했다. 그의 제국 재건과 전략은 후대의 무굴 제국 황제들, 특히 악바르의 토대를 마련했다. 그는 1545년 5월 칼린자르 요새를 포위하던 중 사망했다. 그의 죽음 이후 제국은 내전에 휘말렸고 나중에 무굴 제국이 다시 정복했다.
수르 제국의 황제로 통치하는 동안 그는 경제, 행정, 군사 개혁을 단행하여 최초의 루피야를 발행하고 인도 아대륙의 우편 시스템을 정비했다. 그는 인도 북동부 벵골 주 국경의 치타공에서 아프가니스탄 북서쪽의 카불까지 그랜드 트렁크 로드를 확장했다. 셰르 샤는 후마윤의 디나파나 도시를 더욱 발전시켜 셰르가라 명명하고, 기원전 7세기 이후 쇠퇴하던 역사적인 도시 파탈리푸트라를 파트나로 되살렸다. 셰르샤는 또한 수많은 군사 작전을 수행하여 아프간인들이 인도에서 다시 명성을 떨치게 했다.

## 같이 보기
- 방글라데시의 역사
- 인도의 역사